# Munir Bashir
Munir Bashir o Munir Bachir (en árabe: منير بشير ) (Mosul, Irak, 1930 - Budapest, Hungría, 28 de septiembre de 1997) fue un músico iraquí, musicólogo e instrumentista de oud. Fue uno de los músicos árabes más famosos en todo Oriente Medio durante el siglo XX, y es considerado como el maestro indiscutido del sistema árabe maqamat. Fue uno de los primeros instrumentistas de Oriente Medio que llegó a ser conocido en Europa y América.

## Biografía
Munir nació en Mosul, en el norte de Irak, de madre kurda y de padre asirio. Su padre Abd al-Aziz y su hermano Jamil tenían una buena reputación como intérpretes de laúd y vocalistas. La familia comenzó a educar musicalmente a Bashir desde sus cinco años de edad. Su padre, que además era también poeta, creía que una tradición pura de la música árabe se había desarrollado en Bagdad. En este ambiente, Munir se familiarizó con las distintas facetas de la tradición musical irakí, en la que convergen influencias asirias, kurdas, bizantinas, persas y turcas.
En Bagdad, ingresó en el conservatorio (Instituto de Música de Bagdad) donde se formó con el maestro Şerif Muhiddin Targan en la práctica del laúd tradicional árabe, el oud. Diplomado con dieciséis años, empezó a enseñar en la recién creada Academia de Bellas Artes de Bagdad. En 1953, se trasladó a Beirut, en Líbano, donde acompañó a la cantante libanesa Fairuz. Ese mismo año dio su primer concierto en solista y en 1957 inició una gira por varios países europeos. A principios de la década de 1960, se instaló temporalmente en Budapest para estudiar en el Conservatorio Franz Liszt donde se doctoró en musicología en 1965 con el compositor húngaro Zoltán Kodály. Allí conoció a su mujer, de nacionalidad húngara, y nació su hijo Omar Bashir en 1970.
Tras la muerte de Kodály en 1967 regresó a Beirut donde vivió varios años, hasta que el ministro de Información de Irak le nombró responsable del Comité de Cultura en Bagdad. Asumió diversos puestos de responsabilidad en la política musical de su país, pero tras el auge del partido Baath de Saddam Hussein en la década de 1980, se trasladó definitivamente a Europa en 1991 donde realizó sus grabaciones más aclamadas.
Munir Bashir era miembro de honor del Consejo Internacional de la Música (IMC) de la UNESCO.

## Estilo e innovaciones
En la larga historia del laúd, Munir Bashir es uno de los más importantes instrumentistas. Su estilo se diferencia notablemente de otros intérpretes, por ejemplo del estilo egipcio de Farid al-Atrash. Creó estilos muy diferentes a los demás intérpretes de laúd, su música se distingue por cierta innovación de la improvisación que refleja su estudio del arte con tonos indios y europeos, además de las formas orientales.
Con Mounir Bachir, el oud deja de ser un mero instrumento de acompañamiento y se convierte en un instrumento solista. Desarrolló especialmente la improvisación en solista (en árabe: taqsim) sobre las escalas comunes (maqam), que en la música tradicional árabe acompañaban el cante. Su estilo creó una escuela que ha marcado a las nuevas generaciones de oudistas, tradicionales o no, como el tunecino Anouar Brahem, el libanés Rabih Abou-Khalil que tiende hacia la música de jazz, o el argelino Alla.
Munir Bashir tocaba un oud construido según sus instrucciones en 1957 por Fadil Awad en Bagdad. Bashir mandó añadir una sexta cuerda a continuación de la más águda. A fin de mejorar la calidad acústica del instrumento, rediseño la cubierta abriendo dos aperturas donde los instrumentos tradicionales tenían círculos ovalados de adorno, justo debajo de la boca principal.